# Wojciech Zabłocki
Wojciech Mikołaj Zabłocki (Varsó, 1930. december 6. – Varsó, 2020. december 5.) világbajnok, olimpiai ezüstérmes lengyel kardvívó, építész, író, festőművész. Felesége Alina Janowska lengyel színésznő.

## Pályafutása
1930-ban született Varsóban. 1952-ben a lengyel kardcsapat tagjaként részt vett az olimpián, itt a csapat ötödik lett. A következő évben a kardcsapat bronzérmet szerzett a világbajnokságon. 1954-ben elvégezte a krakkói AGH Műszaki Egyetemet, és megszerezte az építészmérnöki képesítést.

### A sportpályafutás utáni évtizedek
1968-ban megvédte doktori disszertációját a Varsói Műszaki Egyetemen, 1981-ben pedig ugyanott habilitált. Professzori kinevezését 1999-ben kapta meg.
Számos könyvet írt, melyekben bemutatta a különböző típusú kardok -- lengyel, magyar szablyák, kétkezes kardok -- változatait, fejlődéstörténetét. Az 1989-ben megjelent Cięcia prawdziwą szablą c. művét több tucat kiváló, saját rajzzal illusztrálta, az ábrák elkészítését komoly kutatómunka előzte meg, amely során számos fegyvergyűjteményt felkeresett. A rajzok részletesen bemutatják az adott szablya paramétereit (a penge hosszát, a különböző pontokon mért vastagságát, szélességét, súlypontját stb.). Ebben a könyvében kísérletet tett a korabeli lengyel szablyavívás rekonstruálására.
2020-ban, egy nappal a 90. születésnapja előtt hunyt el.

## Családja
1963-ban kötött házasságot Alina Janowska színésznővel. Két gyermekük született: Michal (1964) és Katarzyna (1969).
Michal fia költőként, dalszerzőként, rendezőként és forgatókönyvíróként vált ismertté. Az idősebb fia, Marcin folytatja a családi szablyavívó hagyományt.

## Díjai, elismerései
- Lengyelország Újjászületése érdemrend tiszti keresztje (1995)
- Lengyelország Újjászületése érdemrend parancsnoki keresztje (1998)
- Csillag a Sportcsillagok sétányán az észak-lengyelországi Władysławowóban (2007)
- Ecce homo érdemrend (2011)

## Érdekességek
- Amikor 1976-ban a kendót népszerűsítve Lengyelországba látogatott Ando Kozo 7. danos kendómester, akkor Zablocki egy bemutató keretében vívott vele. Az eseményről számos fénykép készült.[4][5]

- 1982 és 1985 között festményeiből és rajzaiból számos kiállítást rendeztek Varsóban, Aleppóban és Damaszkuszban.

## Művei
- Z workiem szermierczym po świecie (1962)
- Podróże z szablą (1965)
- Piórkiem i szablą (1982)
- Architektura dla potrzeb czynnej rekreacji w aglomeracjach miejskich (1968)
- Cięcia prawdziwą szablą (1989)
- Polskie sztuki walki. Miecz oburęczny i szabla husarska (2001)
- Walczę więc jestem (2006)
- Architektura (2007)
- Szable świata (2011), cseh fordítás (2016)[6]
- Pojedynki i kobiety (2015)[7]
- Walki samurajów (2016)

## Egyéb

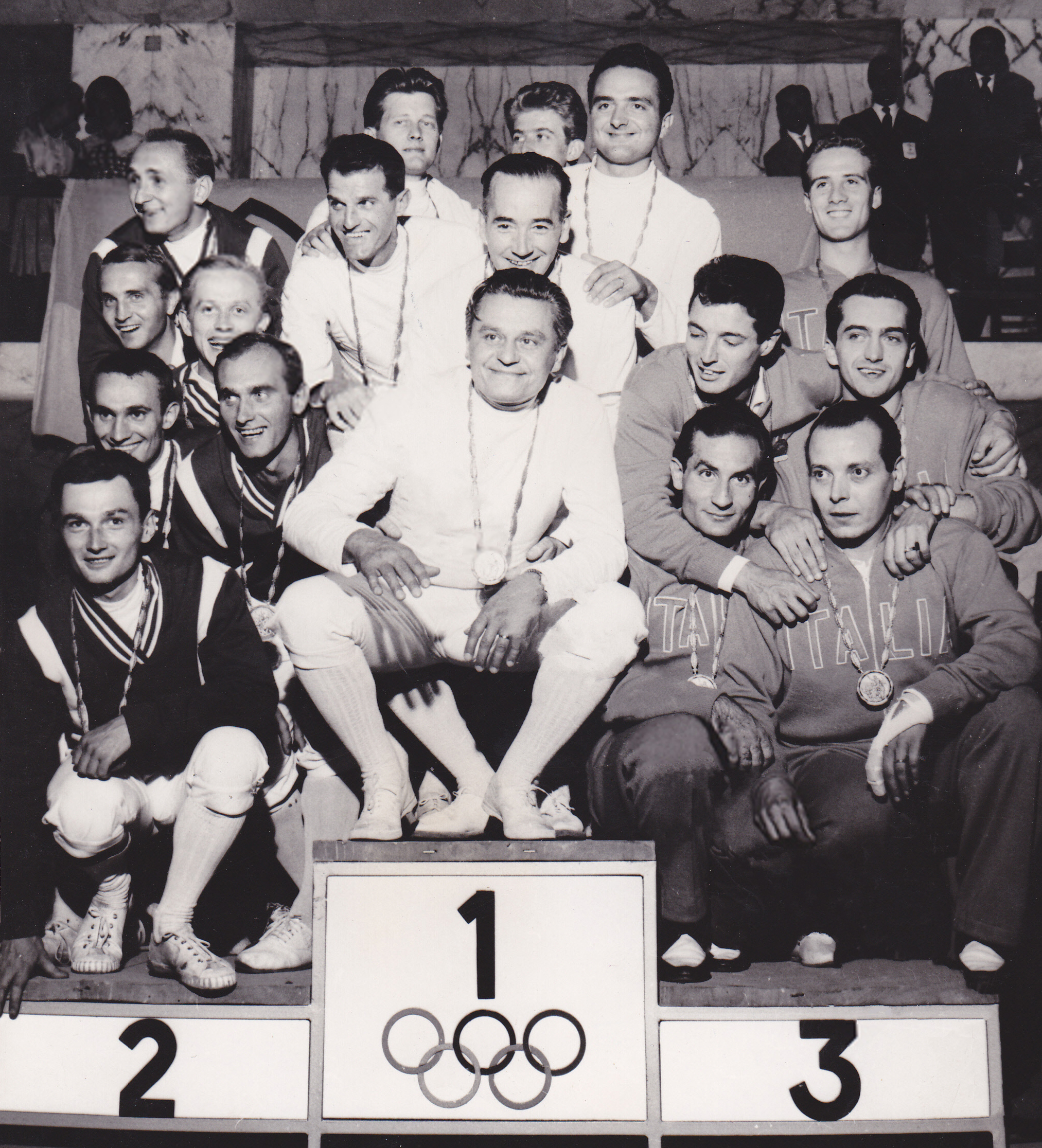
Az ezüstérmes lengyel kardcsapat
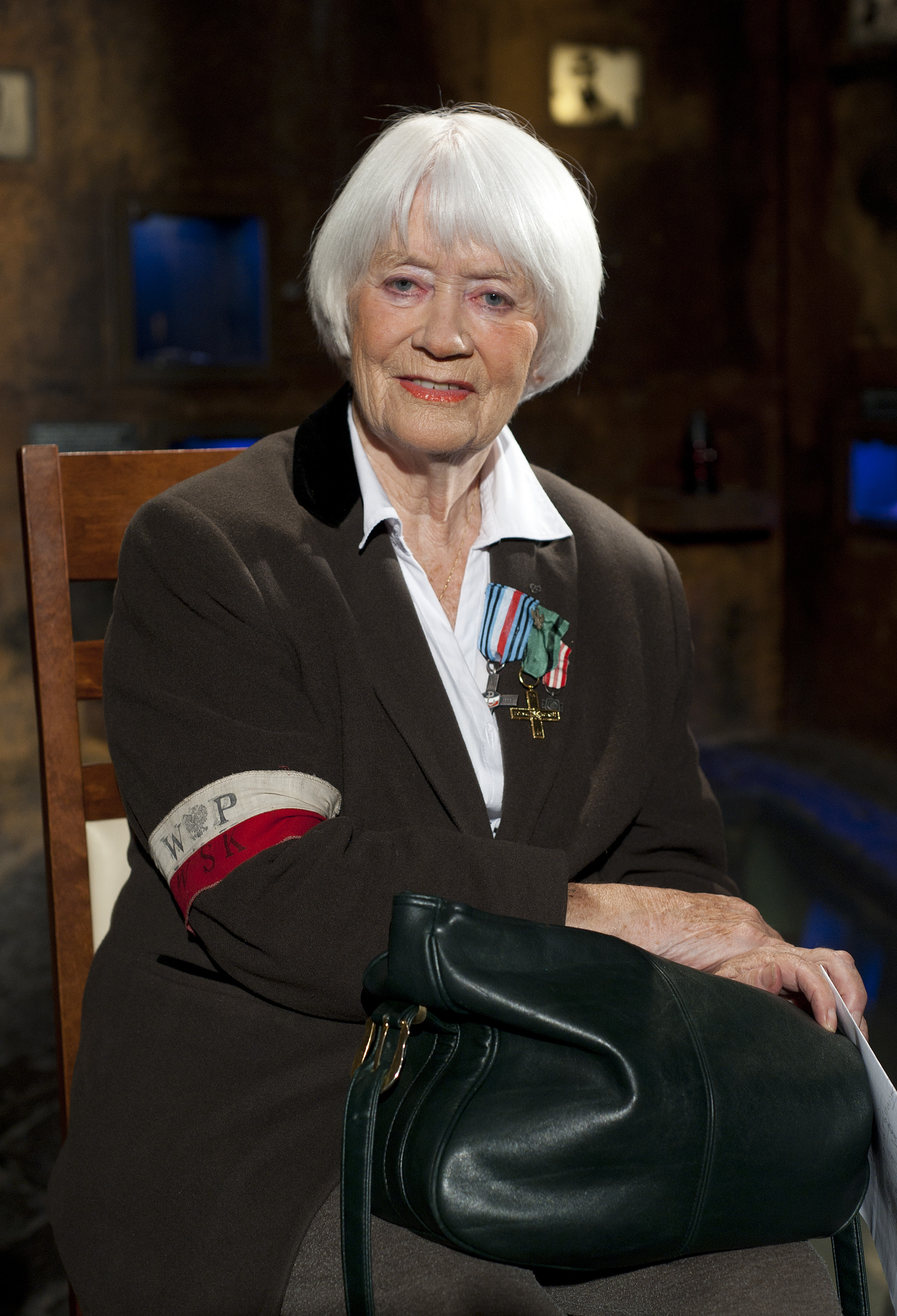
A felesége 2010-ben
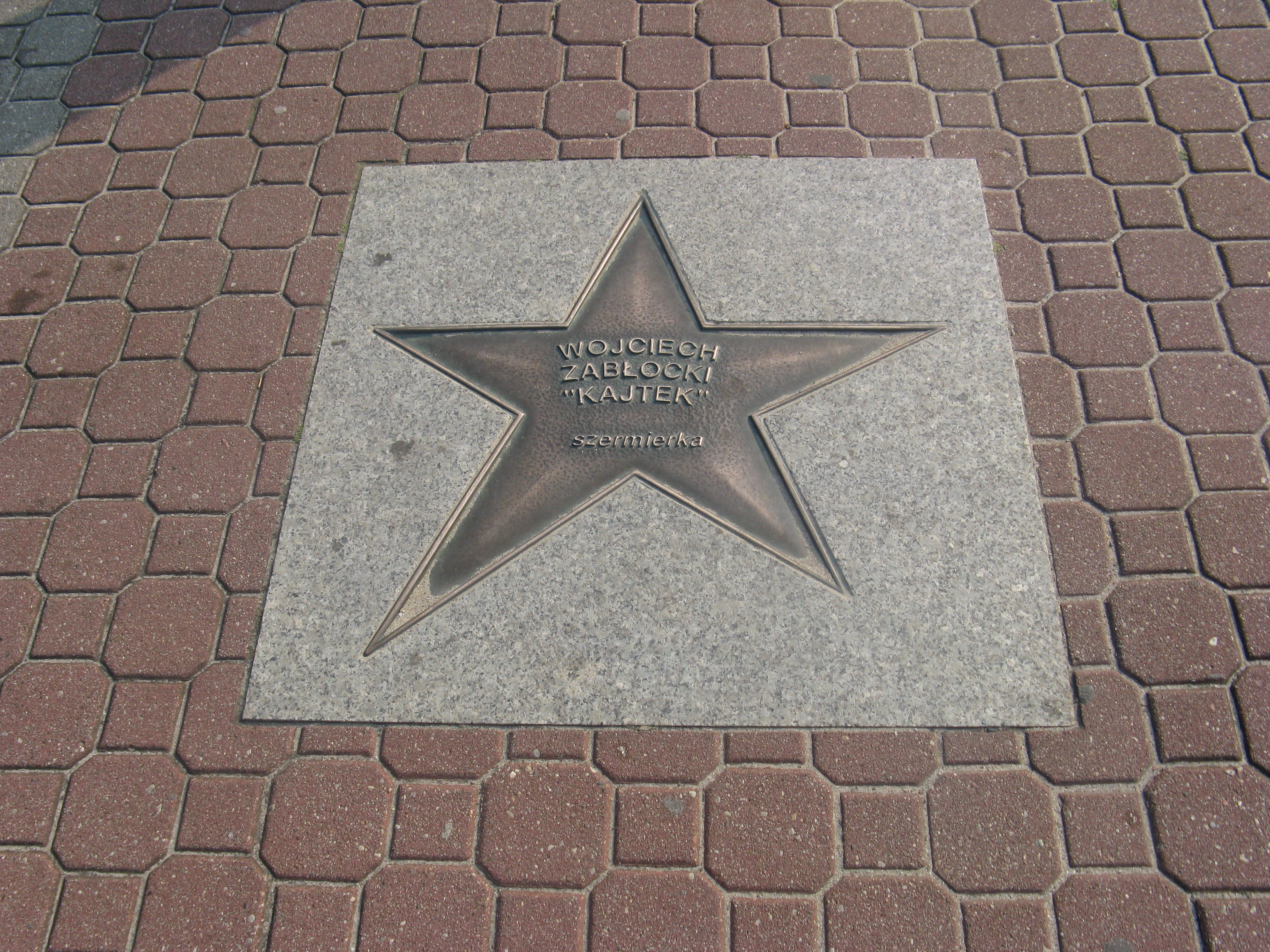
Sportcsillagok sétánya Władysławowóban

### Videók
- Zablocki lengyel szablyavívókat oktat 2012-ben. youtube.com. (Hozzáférés: 2020. december 10.)

- Egy lengyel nyelvű interjú a Szable świata c. könyve megjelenése kapcsán. youtube.com. (Hozzáférés: 2020. december 10.)

- Képkiállításának megnyitója a varsói Sportmúzeumban (2015). youtube.com. (Hozzáférés: 2020. december 10.)